# Règlement du baseball

Schéma d'un terrain de baseball

Le baseball se joue avec deux équipes qui alternent en défense et en attaque. Neuf joueurs se trouvent sur le terrain en défense : un lanceur, un receveur et sept autres joueurs qui sont en défense (quatre généralement dans le champ intérieur : première base ou but, deuxième base ou but, arrêt-court, troisième base ou but, et trois dans le champ extérieur : champ droit, champ centre et champ gauche) répartis sur le terrain pour rattraper la balle, si possible de volée pour éliminer le batteur (ou frappeur).
Une partie se joue en neuf manches. Une demi-manche prend fin quand trois batteurs sont éliminés. Une manche prend fin quand les deux équipes sont passées en attaque et en défense.
Le but du batteur est, le plus souvent, de frapper un coup sûr afin de progresser sur les bases. Un point est marqué quand un joueur d'attaque revient au marbre (quatrième base) après avoir touché les trois autres bases dans le sens inverse des aiguilles d'une montre. En cas d'égalité après neuf manches, on joue d'autres manches pour départager les deux équipes.
Sauf indication contraire, les informations qui suivent concernent le baseball majeur joué en Amérique du Nord.

## Les règles du jeu

### La défense

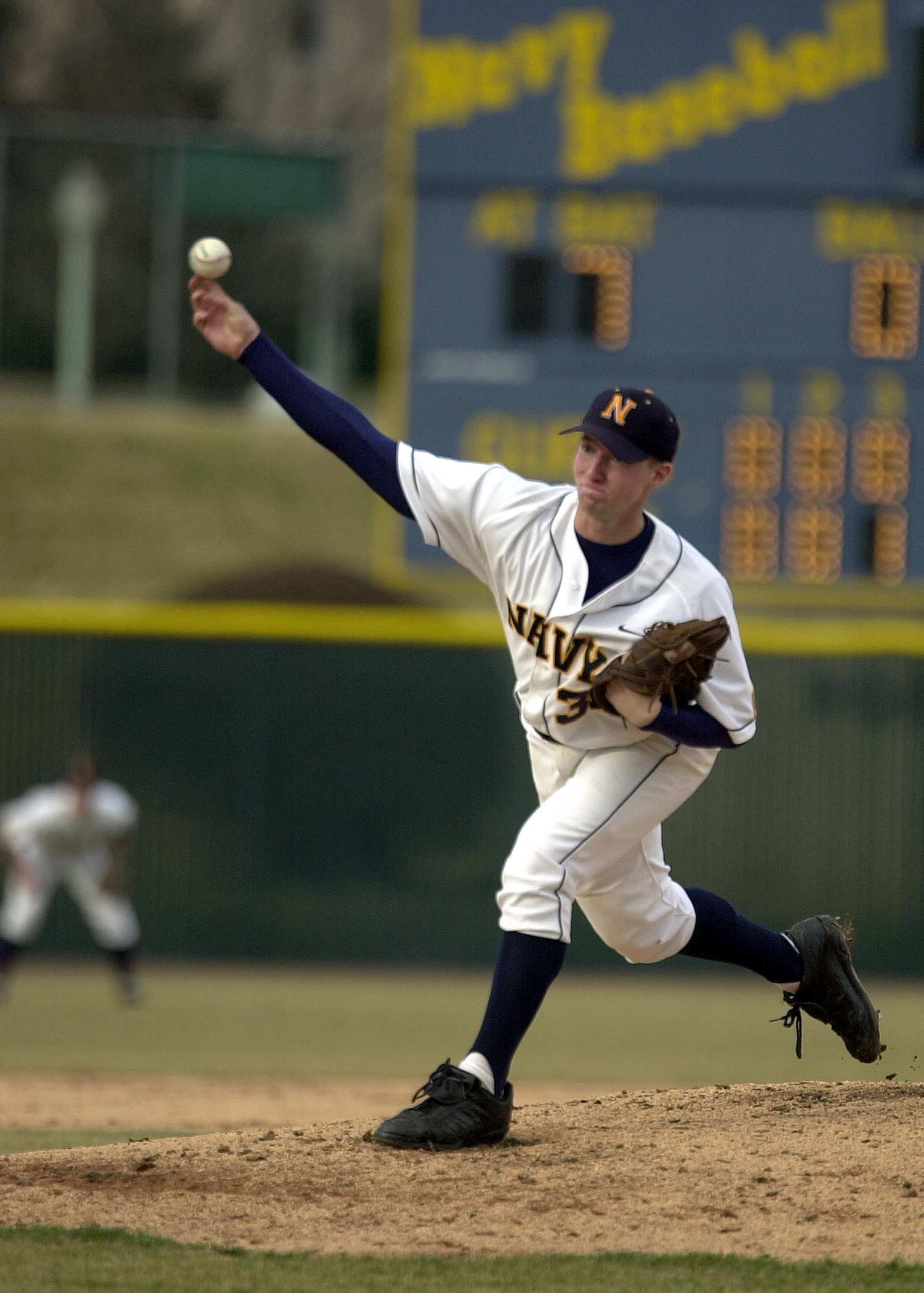
Lanceur en action

Le but de la défense est d'empêcher l'attaque adverse de progresser sur les bases et d'aller vers le marbre marquer des points. Le lanceur est le premier défenseur. C'est lui qui engage le jeu en délivrant des lancers variés afin de prendre en défaut le batteur dont le but est de frapper la balle le plus loin possible afin de progresser sur les bases. Le lanceur dispose d'une variété de coups : balle rapide, courbe ou glissante. Si le lanceur parvient à placer trois balles dans la zone de prise, le batteur est éliminé. Si le batteur parvient toutefois à frapper la balle entre deux et trois fois sur dix, les joueurs de défense s'activent alors pour le mettre hors-jeu. Toute balle frappée attrapée de volée élimine le batteur. De même, si la balle parvient en base avant le batteur, celui-ci est également retiré. La stratégie entre alors en jeu dans les cas où un ou plusieurs coureurs se trouvent déjà sur les bases. On peut ainsi assister à des doubles voire des triples retraits sur une même action.
Les joueurs de défense se répartissent sur l'ensemble du terrain afin de le couvrir totalement. En plus du lanceur qui occupe le centre du diamant, quatre joueurs couvrent le champ intérieur : les joueurs de première, deuxième et troisième base et l'arrêt-court qui se positionne entre la deuxième et la troisième base. Le champ extérieur est couvert par trois joueurs : champ droit, champ centre et champ gauche, tandis que le receveur s'occupe de la zone des fausses balles se situant entre le marbre et les tribunes.
Le placement est susceptible d'être modifié en fonction des habitudes des frappeurs : en effet, le lanceur doit se trouver sur le monticule et à la plaque lors du lancer, le receveur hors du terrain dans la boîte qui lui est dévolue, en revanche les autres défenseurs peuvent se placer librement sur le terrain.
Sur le point d'affronter un frappeur, le lanceur se place sur le monticule et utilise, selon la situation, l'élan complet (de face au départ) ou l'élan arrêté (déjà de côté au départ).
L'élan complet est utilisé lorsque les buts sont inoccupés (ou avec un coureur au troisième but seulement). Cet élan présente l'avantage d'être plus naturel et permet au lanceur d'utiliser toute sa puissance. Lorsque des coureurs sont sur les buts, un élan arrêté permet non seulement au lanceur de compléter son mouvement vers le marbre plus rapidement, réduisant les chances d'un coureur de voler un but, mais aussi de forcer le coureur à rester près du but qu'il occupe (augmentant la distance vers le but suivant) puisqu'un tir vers ce but est permis. Si la balle arrive au coussin avant l'attaquant qui s'y trouve, le joueur est retiré. Une forme de duel entre le lanceur et les coureurs les plus rapides s'engage alors, et il n'est pas rare de voir un lanceur tenter plusieurs lancers consécutifs vers une base afin de faire comprendre à l'attaquant qu'il ne doit pas trop s'éloigner de sa base de départ. La seule limite pour le lanceur, est la feinte illégale. Il peut simuler un lancer vers le deuxième et troisième buts afin de contrôler les coureurs, mais il doit lancer la balle au premier but.
Le but du lanceur est d'empêcher le frappeur de faire bon contact avec la balle, voire de la rater complètement. Le répertoire de lancers varie avec chaque lanceur. Le choix des lancers se fait en collaboration avec le receveur qui appelle les lancers en faisant de petits signes avec ses doigts au lanceur. Si ce dernier estime que le lancer demandé n'est pas le meilleur en fonction de sa forme du moment et de la situation de jeu, il fait non de la tête. Le receveur propose alors un nouveau jeu. Un hochement de tête de haut en bas signifie au receveur que son choix est accepté par le lanceur.
Les lancers en courbe sont mis au point entre 1863 et 1866 par Candy Cummings. Il utilisa pour la première fois ce type de lancer en 1866 avec son équipe de jeunes basée à Brooklyn : les Fulton Hercules. Dès 1867, et malgré une polémique sur le côté anti sportif des balles courbes, de nombreux lanceurs l'adoptèrent après que Cummings eu livré son secret.
| Lancer                   | Terme anglais   | Effet                                                               | Manipulation                                                                  |
| ------------------------ | --------------- | ------------------------------------------------------------------- | ----------------------------------------------------------------------------- |
| la rapide                | « fastball »    | balle lancée avec le plus de vitesse possible                       | index et majeur légèrement décollé, au-dessus de la balle, au bout des doigts |
| la courbe                | « curve »       | balle moins rapide qui tombe lentement et courbe                    | index et majeur collé, plus profondément, main de côté sur les coutures.      |
| le changement de vitesse | « change up »   | balle lente                                                         | cinq doigts tiennent la balle profondément dans la main                       |
| la fourchette            | « forkball »    | balle qui tombe en croisé                                           | comme la courbe, deux doigts écartés                                          |
| la glissante             | « slider »      | balle qui s'écarte du frappeur                                      | doigts comme la rapide, main comme la courbe                                  |
| la balle fronde          | « splitter »    | comme une balle qui roule sur une table et tombe subitement au bout | comme la rapide, doigts écartés (index et majeur)                             |
| la balle papillon        | « knuckleball » | peu de rotation, la balle est lente et flotte                       | tenir la balle avec les jointures et le pouce                                 |

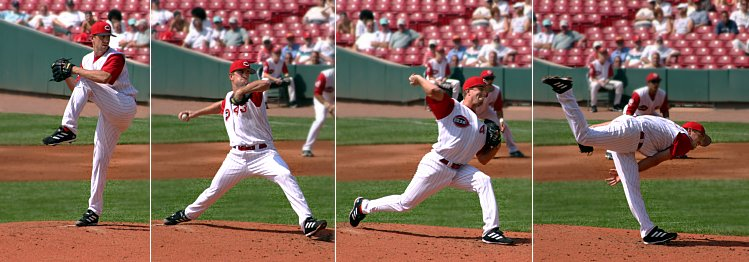
Mouvement typique du lanceur au baseball. Ici Josh Hancock des Reds de Cincinnati (Ohio)

L'effort produit par un lanceur est tel, qu'il lui est interdit de jouer pendant trois jours environ. Les calendriers de baseball ayant des cadences quasi quotidiennes, les lanceurs partants, ceux qui commencent le match, se relaient au fil des jours. La cadence normale est une rotation sur quatre ou cinq lanceurs partants en MLB. Un lanceur reste rarement en jeu sur l'ensemble d'un match. Il existe ainsi toute une stratégie de gestion d'effectif afin de proposer toujours aux batteurs adverses des lancers efficaces. Les lanceurs remplaçant les lanceurs partants en cours de match sont appelés des lanceurs de relève. Ce concept de lanceur de relève fut inventé par les White Sox de Chicago au tout début du XXe siècle. En 1909, on enregistra 110 sauvetages contre seulement 32 la saison précédente en Ligue majeure. Chaque lanceur possédant des caractéristiques propres, ils peuvent entrer en jeu pour quelques manches, parfois moins, afin de contrer efficacement un batteur gaucher ou clôturer la partie, par exemple. Les lanceurs de relève étant moins sollicités au cours d'un match qu'un lanceur partant, ils peuvent participer à plusieurs parties de rang. En fin de match, le stoppeur a pour mission de terminer au plus vite la partie.

### L'attaque

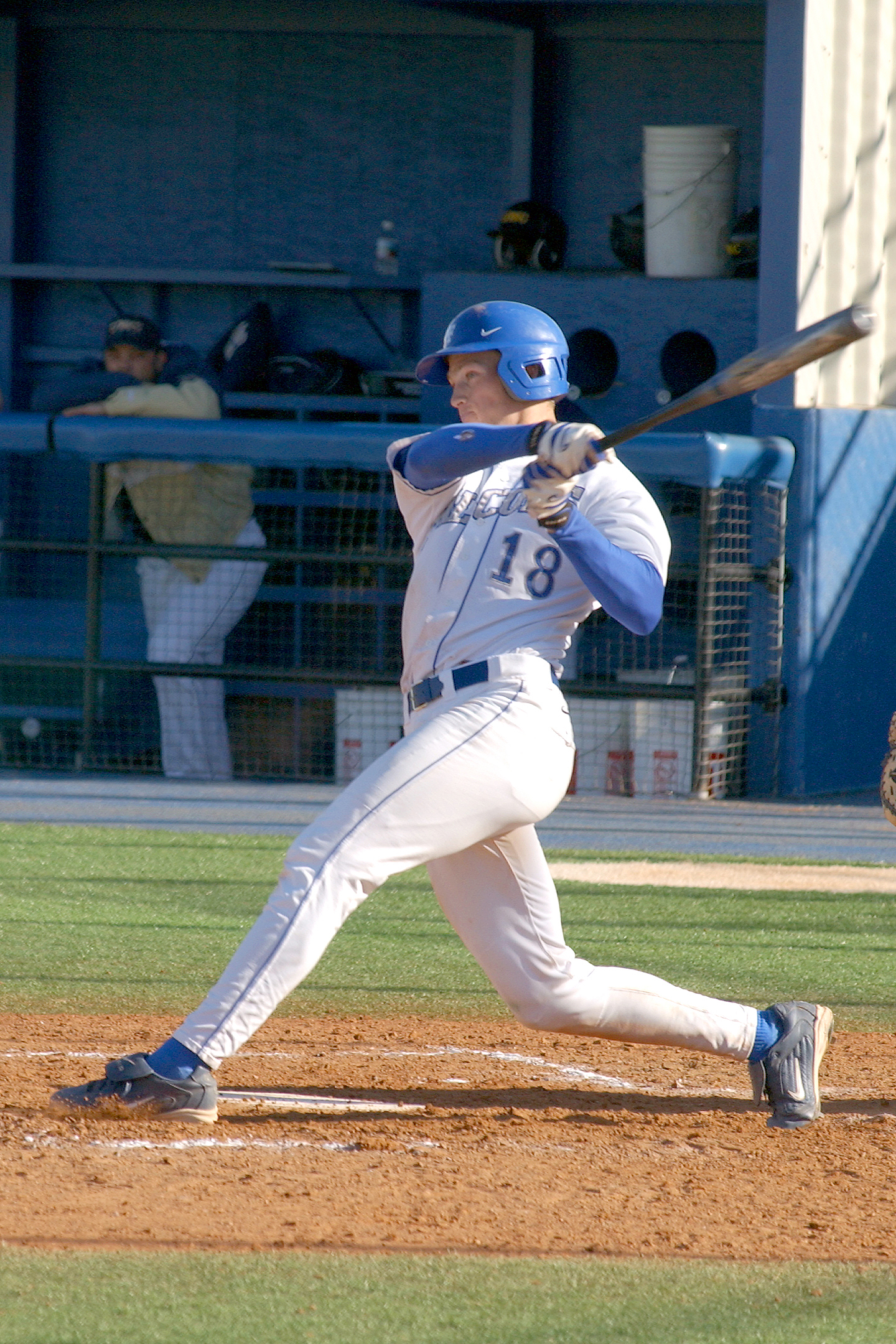
Batteur en action

En attaque, le but du jeu est de progresser sur les bases vers le marbre pour inscrire des points. Il existe plusieurs options pour permettre au batteur de passer en première base et de lancer sa course vers le marbre. La plus commune est de frapper un coup sûr, c'est-à-dire placer la balle hors d'atteinte des défenseurs suffisamment longtemps pour permettre au batteur de courir jusqu'à la première base. Certains coups sûrs longs donnent suffisamment de temps au batteur pour progresser jusqu'à la deuxième, voire troisième base. Un coup qui sort des limites du terrain est appelé coup de circuit (home run); il permet au joueur de faire un tour complet du diamant.
Un batteur peut également aller en première base en obtenant un but sur balle, intentionnel ou pas, à la suite de quatre lancers en dehors de la zone de prise. Si le tir du lanceur atteint le batteur, c'est également un premier but automatique.
Il arrive également que les joueurs de défense commettent des erreurs en réceptionnant ou en renvoyant la balle. Sans cette erreur, le batteur n'aurait jamais pu atteindre la première base. Aussi, ces phases de jeu sont comptabilisées à part : ce sont des erreurs. Un tableau d'affichage de baseball comprend d'ailleurs les trois colonnes : points, coups sûrs et erreurs. De même, le receveur peut échapper la balle, et les attaquants ont alors la possibilité essayer d'en profiter pour avancer sur les bases.
Une fois sur base, un attaquant peut tenter de « voler un but ». Certains joueurs rapides sont particulièrement bons pour cet aspect du jeu qui consiste à prendre de vitesse la défense en anticipant le lancement du jeu par le lanceur. Si le joueur parvient à la base avant la balle, il est « sauf » et la base est volée. Si la balle arrive avant l'attaquant, le joueur est retiré.
Afin d'améliorer les résultats, on désigne un ordre de passage stratégique à la position de batteur. Le premier batteur (lead-off hitter) est généralement rapide à la course et solide à la batte. Les deux suivants ont des performances plus moyennes. Le quatrième batteur est celui qui possède le plus de capacité à frapper des coups de circuit.
Quand la balle est frappée, deux résultats sont possibles : c'est une bonne balle ou une fausse balle. Si la balle tombe au sol avant qu'un joueur défensif ne la capte, l'endroit où elle tombe peut déterminer si elle est bonne ou fausse. Bien que le territoire des fausses balles comprenne tout ce qui ne se trouve pas à l'intérieur des lignes des premier et troisième buts (visualisez la ligne tracée qui part du marbre, croise le 1er but et se rend jusqu'à la clôture ; même chose en direction du 3e but), la trajectoire de la balle détermine le jugement de l'arbitre.
Une fausse balle est :
- une balle frappée qui tombe au sol directement dans le territoire des fausses balles sans avoir été touchée par un joueur défensif,
- une balle frappée qui tombe au sol à l'avant-champ et roule dans le territoire des fausses balles avant de dépasser le 1er ou le 3e but,
- une balle frappée, qui n'a pas encore touché le sol, qui est touchée par un joueur défensif alors qu'il se trouve dans le territoire des fausses balles mais ne la capte pas,
- la balle est frappée et le frappeur, alors qu'il tente de se rendre vers le 1er but, touche la balle qui se trouve dans le territoire des fausses balles.

Une bonne balle est :
- une balle frappée qui tombe au sol au champ extérieur,
- une balle frappée qui tombe au sol au champ intérieur (avant-champ) et soit s'immobilise, soit roule et dépasse les 1er ou 3e buts dans le territoire des bonnes balles,
- une balle frappée qui est touchée par un joueur défensif alors qu'il se trouve dans le territoire des bonnes balles. Que la balle roule ou tombe dans le territoire des fausses balles n'a plus d'importance.

Certaines balles frappées et considérées bonnes ont des noms spécifiques comme le coup de circuit (home run) : balle qui sort du terrain permettant au batteur de marquer un point. L'Inside-the-park home run est une balle mal renvoyée par la défense qui permet au batteur d'atteindre le marbre.
Les balles considérées hors-jeu (foul ball) peuvent être rattrapées de volée par la défense ; le batteur sera donc éliminé.

### Retraits

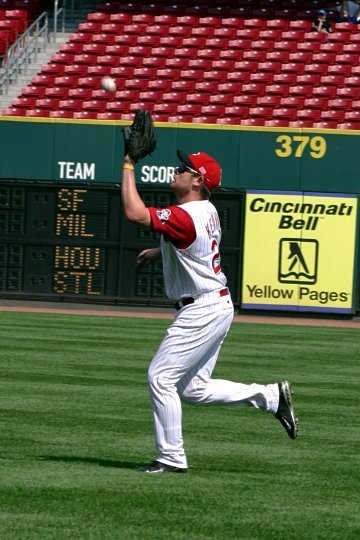
Le défenseur prend la balle au vol. Le batteur est retiré.

L'objectif de la défense est de parvenir à trois retraits, c'est-à-dire trois joueurs sortis du jeu, ou "out". Au troisième retrait, l'équipe qui défend repasse en attaque.
Il y a plusieurs façons d'effectuer un retrait, les principales sont :
- Le frappeur est retiré sur trois prises (strike out). Cela signifie que le batteur a raté trois balles considérées comme "bonnes" ou jouables par l'arbitre. Une fausse balle compte pour une prise, sauf quand le frappeur a déjà deux prises à son compte. Un batteur ne peut pas être éliminé (strike out) sur une balle qu'il a touchée, sauf si le receveur attrape le ricochet.

- La balle frappée est captée de volée (elle ne touche pas le sol) par un joueur défensif. Le batteur est directement retiré. Cela est valable pour les balles tombant dans le champ de jeu mais aussi pour les balles qui tombent dans le territoire des fausses balles.

- Si la balle tombe au sol, un joueur défensif doit toucher une base (ou le marbre) avec la balle. Ainsi, aucun attaquant ne pourra y accéder. On peut aussi toucher avec la balle un coureur qui ne touche pas une base. La situation la plus courante est celle d'un batteur qui vient de frapper la balle et court vers la première base. La défense peut l'éliminer si elle fait parvenir la balle au défenseur situé sur la première base avant que celle-ci ne soit touchée par le coureur. Pour la première base et le marbre, il suffit au coureur d'arriver sur la base avant la balle pour être sauf ou marquer le point. Sur les deuxième et troisième but, il faut de plus que le coureur reste en contact avec le coussin. Si le défenseur parvient à taguer (toucher le coureur avec le gant contenant la balle) le coureur alors que ce dernier n'est plus en contact avec le coussin, ne serait-ce qu'avec la pointe du pied, par exemple, le coureur est retiré.

- Si un attaquant se trouve sur la première base au moment de la frappe, il doit de la même manière tenter de rejoindre la deuxième base avant que la défense ne tente de le retirer. On dit qu'il est forcé ("jeu forcé"). En effet, il ne peut pas rester sur sa base car le coureur/frappeur arrive et on ne peut avoir qu'un joueur par base. Un coureur ne peut pas en dépasser un autre dans le cas contraire le deuxième coureur est déclaré retiré. C'est pour cela que bien souvent les attaquants tentent de "voler" la seconde base (l'atteindre en surprenant la défense sans qu'une frappe ait eu lieu), cette position est en effet beaucoup plus confortable car le joueur pourra décider ou non de courir selon les circonstances de la frappe suivante.

D'autres types de retrait sont possibles, ils sont néanmoins plus rares :
- Un coureur, qui quitte son but alors que la balle est frappée dans les airs et que cette balle est captée au vol, doit revenir toucher son but avant de le quitter à nouveau. Faute de quoi, un joueur défensif qui a la balle en main peut retirer le coureur en touchant au but déserté. Un double-jeu (deux retraits sur le même jeu) sera ainsi effectué. Un triple-jeu est rare, et survient habituellement lorsque les coureurs tentent de voler chacun un but et que le frappeur tape une flèche à un joueur d'avant-champ.
- La balle est frappée et le frappeur, alors qu'il tente de se rendre vers le premier but, voit la balle faire contact avec son bâton ou son corps (alors qu'il se trouve dans le territoire des bonnes balles).
- La balle est frappée et touche un coureur. Le coureur est retiré, le frappeur se voit accorder le premier but (aucun point ne peut être marqué, mais des coureurs peuvent avancer seulement pour faire place au frappeur qui ira au premier but).

### L'amorti
L'amorti consiste à changer sa position de frappe au dernier moment. Le batteur se tourne face au lanceur et tient alors la batte avec les deux mains et va juste dévier la balle sans réellement la frapper pour qu'elle soit dirigée loin d'un joueur d'avant-champ. L'idée est de tirer suffisamment loin du receveur (catcher) et pas trop près des défenseurs d'avant-champ, ni du lanceur. Par exemple deux triangles sont privilégiés : celui entre le lanceur, la première base et la seconde base ou bien entre le receveur, le lanceur et la troisième base.
Ces options peuvent semer la confusion dans la défense, une des bases pouvant être laissée sans couverture. La défense doit alors effectuer une rotation : le défenseur de première base récupère l'amorti et le défenseur de deuxième base vient couvrir la première base.
Ce coup est utilisé, soit pour tenter de frapper un coup sûr en prenant la défense par surprise (coup filé), soit pour permettre à un coureur de prendre un but supplémentaire en se sacrifiant (amorti-sacrifice). On échange alors un retrait pour un avantage territorial.
Un jeu spectaculaire, celui de l'amorti-suicide, consiste à frapper un amorti surprise alors que le coureur qui se trouve au 3e but se dirige vers le marbre au moment du tir.
Un amorti, non rattrapé en vol et qui rentre dans les caractéristiques de la fausse balle, est compté comme une prise (strike), et ce même s'il s'agit de la troisième prise. Il en résulte alors un retrait (élimination) du frappeur.
La valeur, l'utilisation et l'intérêt de l'amorti dans le baseball demeure un des grands sujets de discussion des fans. À travers les époques, cette feinte connut des vagues d'utilisation selon la prédominance de la frappe ou du lancer. L'amorti peut être une arme offensive efficace face un lanceur patenté.

### Les signaux
Le coach du troisième but relaie au frappeur des signaux venant de l'entraîneur en chef. On peut alors demander au frappeur de se sacrifier, de tenter de frapper ou de laisser passer un tir, par exemple.
Le receveur signale aussi au lanceur quel type de lancer il lui suggère. Il peut également demander au lanceur de lancer délibérément à l'extérieur de la zone de prise, prévoyant qu'un coureur tentera de voler un but à ce moment ou laisser marcher un joueur jusqu'en première base (but sur balle), si on considère qu'il est trop dangereux. Si la défense n'a plus qu'un joueur à retirer (après deux éliminations), elle peut avoir intérêt à faire rentrer le joueur en première base pour jouer plus facilement un retrait forcé (voir retrait).
Les joueurs défensifs ont peu de signaux. À la limite, ils peuvent se dire qui couvrira le but lors de déplacements (pour contrer un amorti, par exemple).

### Balles mortes
La balle de baseball est déclarée morte dans les situations suivantes (la liste n'est pas exhaustive) :
- Lors d'une fausse balle.
- Lorsqu'un spectateur (ou quelqu'un qui ne fait pas partie du jeu) touche à une balle qui était en jeu.
- Lorsque la balle reste prise dans l'équipement du receveur ou d'un arbitre.
- Lorsque le frappeur est atteint.
- Lorsqu'un joueur défensif tente de stopper la balle frappée avec une partie de son équipement. Par exemple, il lance son gant et touche la balle. Dans le cas suivant, le frappeur se voit accorder un triple, ou un circuit si, selon le jugement de l'arbitre, la balle aurait franchi la clôture. Tous les coureurs marqueront dans les deux cas.
- Une feinte illégale. En revanche, si le lanceur lance au marbre tout de même et le frappeur s'élance et fait contact, l'arbitre du marbre appellera une balle morte à retardement. Si le frappeur se rend sauf au premier but et qu'aucun coureur n'est retiré, le jeu devient légal. Il va sans dire qu'il s'agit d'un fait extrêmement inusité.

### Le frappeur désigné
Le règlement du frappeur désigné (DH), (FD en français), introduit en 1973 dans la ligue américaine MLB, correspond au point 5.11 du règlement. Le frappeur désigné n'a pas de position lorsque son équipe est en défense, il remplace le lanceur dans l'alignement offensif (en anglais " line up "), joueur dont les aptitudes offensives sont généralement moindres et dont on souhaite économiser l'effort. 
Ce règlement suscite encore la controverse et n'a pas été adopté par toutes les ligues. Certains déplorent le fait que l'arrivée du frappeur désigné ait enlevé une bonne partie du jeu stratégique : l'amorti-sacrifice, employé régulièrement lorsque le lanceur se présente au bâton avec des coureurs sur les buts, est pratiqué beaucoup moins souvent dans la Ligue américaine qu'en Ligue nationale, où le règlement du DH n'est pas en vigueur. Les partisans du DH diront que le passage du lanceur au bâton équivaut presque toujours à un retrait, tuant dans l’œuf toute chance de grosse manche (manche avec trois points ou plus marqués).

### Substitutions
Tout joueur qui est remplacé dans l'alignement ne peut revenir au jeu. Les joueurs peuvent changer de position (en défense) durant la partie sans problème. Si un lanceur est remplacé au monticule, il ne peut lancer que s'il remplace quelqu'un au champ. Bien que rare, la situation suivante l'illustre : l'entraîneur fait appel à un lanceur gaucher pour affronter un frappeur gaucher. Il veut par contre garder son lanceur actuel pour le frappeur qui suivra. Il remplace donc un joueur de champ, envoie son lanceur actuel à sa place et amène le lanceur gaucher au monticule. Après avoir affronté son frappeur, ce lanceur est remplacé par un autre joueur de champ qui prend sa place, le lanceur précédent revenant au monticule.

#### Changement de lanceur
L'entraîneur a le droit de dialoguer avec son lanceur une fois par manche. Une deuxième visite exige le changement du lanceur. Il peut en revanche changer son lanceur dès la première visite. Si l'entraîneur adverse réplique au changement en substituant son frappeur, l'entraîneur défensif peut faire entrer un autre lanceur. Ce dernier lanceur et le nouveau frappeur doivent alors s'affronter avant qu'un changement soit possible.
À l'inverse, si l'ordre des changements est frappeur, lanceur, frappeur, ces deux derniers doivent s'affronter.

#### Double substitution
Celui qui remplace un joueur en défense frappera aussi dans l'ordre qui lui avait été assigné auparavant. Par exemple, un joueur qui remplace l'arrêt-court, qui frappait au septième rang, frappera lui aussi au septième rang. Si l'entraîneur désire changer l'ordre, il devra procéder à une double substitution. Prenons l'exemple suivant :
Le joueur de deuxième but frappe au huitième rang, le lanceur au neuvième rang. Le huitième frappeur a effectué le dernier retrait lors de la manche précédente. Le neuvième frappeur (le lanceur, donc) se présentera le premier au bâton à la manche suivante. L'entraîneur désire remplacer le lanceur au monticule. Sachant que son remplaçant frappera premier, il informe l'arbitre derrière le marbre (c'est obligatoire dans ce cas) qu'il procède à une double substitution. Puisque son joueur de deuxième but (qui frappe au huitième rang) a effectué le dernier retrait à la manche précédente, il remplace donc le joueur de deuxième but et le lanceur, et insère au huitième rang des frappeurs le lanceur qui entre dans le match et au neuvième rang le nouveau joueur de deuxième but. Celui-ci sera donc le premier à se présenter au bâton à la manche suivante.

### Durée
Après huit manches et demie, si l'équipe jouant à domicile mène déjà à la marque, elle ne peut que gagner et la partie s'arrête. Par tradition, l'équipe jouant à domicile passe au bâton en deuxième partie de manche. Après neuf manches, si les deux équipes sont à égalité, une ou des manches supplémentaires sont jouées jusqu'à ce qu'un vainqueur émerge. Au Japon, si les équipes sont toujours à égalité en douzième manche, le match est considéré comme nul.
Pour qu'un match soit officiel (qu'une victoire soit attribuée), au moins cinq manches (quatre et demie si l'équipe receveuse mène) doivent avoir été jouées sans que le score soit égal. Si le match est interrompu avant cette échéance (à cause de la pluie, par exemple), la partie est réputée n'avoir pas eu lieu et est généralement reprogrammée ultérieurement, les statistiques du match arrêté sont annulées.
Un match dure habituellement entre deux et trois heures. Certains matchs se prolongent très longtemps en cas d'égalité (jusqu'à cinq ou six heures). Les Red Sox de Pawtucket (PawSox) disputèrent à domicile le plus long match de l'histoire du baseball professionnel. Le 18 avril 1981 face aux Red Wings de Rochester, la rencontre est interrompue à quatre heures du matin après 32 manches sans vainqueur. Le match s'achève le 23 juin 1981, et en 33e manche, les PawSox s'imposent.